# Немой, Самуил Моисеевич
Самуил Моисеевич Немой (1896 ― 1932) ― российский и советский врач. 

## Биография
Самуил Моисеевич Немой родился в 1896 году.
Вступил в ВКП(б)/КПСС в 1917 году. Принимал участие в установлении Советской власти в Вознесенске. Во время Гражданской войны прибывал в отряде красных партизан, активно участвовал в боях с отрядом Деникина, а также с отрядами атамана Григорьева и других белогвардейцев. 
В 1926 году завершил обучение на медицинском факультете Московского государственного университета. Свою профессиональную медицинскую деятельность продолжил в Кожновенерологическом институте. С 1930 года по приглашению правительства Монгольской Народной Республики работал на территории Монголии, являлся врачом Архангайского аймака (района). Здесь под его руководством была создана лечебница на 50 коек, также при больнице были оборудованы и стали работать первые в Монголии детские ясли и венерический диспансер. 
Деятельность Самуила Немого способствовала становлению научной медицины в Монголии. Его практика пользовалась исключительной огромной популярностью среди местного населения. 
В 1932 году по поручению партийной организации аймака, Немой был направлен в качестве комиссара и врача в военный отряд, который был создан для подавления контрреволюционного восстания. В мае 1932 года врач Немой был захвачен в плен и зверски убит.

## Семья
Хайся Матвеевна Немая - супруга, которая вместе с ним работала в Архангайской аймачной больнице (1930-1932). После смерти супруга по приглашению Правительства Монголии дважды посещала Республику в 1960 и 1967 годах. Награждена орденом Полярной звезды. 

## Память
В 1960 году правительство Монгольской Народной Республики увековечило память советского врача-героя. Он был посмертно награжден монгольским орденом «Боевое Красное знамя», на его могиле установлен памятник, а его именем названа Архангайская аймачная больница. Памятник несколько раз переносился с места на место. В настоящее время памятник установлен на территории больницы.

## Награды
- Монгольский орден «Боевое Красное знамя».